# Pegelstoof
Pegelstoof, auch Visierstoof, war ein Volumenmaß in Liefland.
Liefland ist eine historische Landschaft im Baltikum, die heute etwa Estland und Lettland umfasst. Die Maße waren bis 1845 gültig und wurden dann von russischen Maßen und Gewichten in den Ostseeprovinzen ersetzt.
Grundlage war der Stoof. Der neue Rigaer Visierstoof hatte 1,27527 Liter und teilte sich etwa folgendermaßen:
- 1 1/5 Rigaer Stoof = 1,53 Liter
- 1 Stoof = 1/2 Kannen = 4 Quartier

In Schweden hatte der alte Stop/Stoof 4 Qvarter mit gesamt 1,3086 Liter
Das russische Maß Stof für Flüssigkeiten hatte 1/8 Wedro oder 1,5374 Liter
- Verhältnis alter (seit 1745) und neuer Stoof (eingeführt 1833[1]) = 1,3053 Liter : 1,2752 Liter[2]

- 1 Pegelstoof/Visierstoof = 175 Stoof (neu) = 1,5303 Liter entspricht 1,2442 Kruschki (russ.)
- 412 Pegelstoof = 1 Tonne Steinkohle (rigaer) = 494,4 Stoof (neu) = 31.784 Pariser Kubikzoll = 6,3048 Hektoliter entspricht 3,0037 Tschetwert
- 100 Pegelstoof = 120 Stoof (neu) = 1 Fass (Branntwein)
- 87 ½ Pegelstoof = 105 Stoof (neu) = 1 Tonne (Rigaer Brautonne) = 6750,2 Pariser Kubikzoll = 133,9 Liter
- 75 Pegelstoof = 90 Stoof (neu) = 1 Tonne (mitauer Biertonne) = 5785,9 Pariser Kubikzoll = 114,77 Liter